# DualAnalog
El controlador DualAnalog o también llamado Dual Analog Controller de PlayStation (SCPH-1150 en Japón, SCPH-1180 en Estados Unidos y SCPH-1180e en Europa) es el primer control analógico de Sony para la primera PlayStation y el predecesor de DualShock. Asimismo, la versión japonesa del controlador (SCPH-1150) incluía un motor de vibración.

## Historia
El controlador DualAnalog se mostró por primera vez en la PlayStation Expo 96–97, que se llevó a cabo desde el 1 de noviembre hasta el 4 de noviembre de 1996. Fue lanzado en Japón en 25 de abril de 1997, coincidiendo con el lanzamiento del juego con capacidad analógica y de vibración Tobal 2. Bushido Blade, otro título completamente compatible con el mando, había sido lanzado previamente en marzo.
Antes de su lanzamiento en Estados Unidos, Sony decidió que la retroalimentación de vibración se eliminaría de las versiones europeas y americanas del control. Según un portavoz de Sony: "Evaluamos todas las funciones y decidimos, por razones de fabricación, que lo más importante para los jugadores era la función analógica". Según los informes, las razones para dejar caer la retroalimentación de vibración incluyen su relación con un mal funcionamiento prematuro de los mandos. Hubo rumores de que Nintendo había intentado bloquear legalmente el lanzamiento del controlador en Norteamérica debido a la similitud de la función de vibración con la de Nintendo Rumble Pak, pero Nintendo negó firmemente que hubiera tomado alguna forma de acción legal sobre los controladores de Sony. Además, según la Oficina de Patentes de Estados Unidos, dos empleados de Atari Games han tenido una patente sobre la tecnología de control de juegos vibrantes desde marzo de 1991. Otra teoría para la caída de la retroalimentación de vibración fue que Sony simplemente quería mantener bajo el precio del control para maximizar la adopción del usuario.
Fue lanzado en Estados Unidos el 27 de agosto de 1997 y en Europa en septiembre de 1997 con muy poca promoción. Unos meses después, el DualShock 1 fue lanzado en Japón el 20 de noviembre de 1997.
Namco ya había lanzado un controlador analógico para PlayStation llamado NeGcon. El modo analógico del control analógico DualAnalog de Sony no era compatible con los juegos compatibles con NeGcon como  Wipeout  y Ridge Racer. Sin embargo, Need for Speed II, Gran Turismo y Gran Turismo 2 tienen compatibilidad con ambos Esquemas de control NeGcon y el DualAnalog.
Los fanáticos de un factor de forma más pequeño, los jugadores japoneses se quejaron de que las empuñaduras muy largas hacían que el control fuera demasiado grande para sostenerlo correctamente y la falta de una característica retumbante en los modelos estadounidenses y europeos son las razones más comúnmente citadas por las que Sony decidió finalizar la producción de este controlador y rediseñarlo. Este rediseño eventualmente se convirtió en DualShock.
El DualAnalog fue descontinuado a nivel mundial en 1998, para ser reemplazado por el primer DualShock.

## Características

### Modos de operación

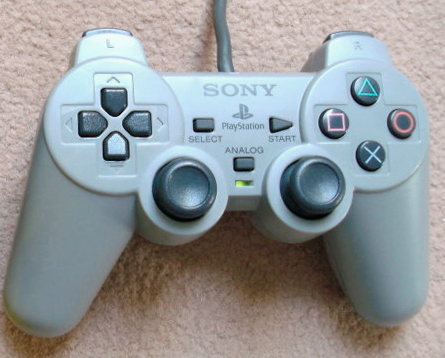
DualAnalog en "Modo Flightstick".

El controlador DualAnalog tiene tres modos de operación: Digital, que desactiva la función de los sticks analógicos, Analog (como también se encuentra en los controles DualShock 1 y DualShock 2) y un modo Analog Flightstick que emula el PlayStation Analog Joystick.
Si un juego de PlayStation es compatible con DualShock o DualAnalog, el jugador puede presionar el botón Analog ubicado entre los dos sticks analógicos para activar el modo analógico. Esto se indica con un LED rojo. Si el controlador DualAnalog se cambia al modo analógico mientras se usa un juego que no es compatible con el sistema analógico, el juego no registrará ninguna pulsación de botón "o", en algunos casos, la PlayStation considerará que el controlador está desconectado.
La capacidad de emular el propio PlayStation Analog Joystick de Sony presionando el botón "Analog" por segunda vez para revelar un LED verde (comúnmente conocido como "Modo Flightstick") proporcionó una alternativa menos costosa al Joystick analógico FlightStick y se vendió por un promedio de $35 dólares en comparación con el precio minorista de Flightstick de $70 dólares.
De manera similar al control de Nintendo 64, el control analógico DualAnalog fue diseñado para ser sostenido de cuatro maneras diferentes: Control Estándar, en el cual el pulgar izquierdo usa los botones de dirección y el pulgar derecho usa los botones de acción; Control Analógico, en el cual el pulgar izquierdo usa el joystick analógico izquierdo y el pulgar derecho usa los botones de acción; Control DualAnalog, que imita el Joystick del DualAnalog, con ambos pulgares colocados sobre los sticks analógicos y los botones de hombro utilizados en lugar de los botones de acción; y el Control analógico-digital, en el que el pulgar izquierdo usa los botones direccionales, el pulgar derecho usa el joystick analógico derecho y los botones laterales se usan nuevamente para las acciones.
MechWarrior 2, Ace Combat 2, Descent Maximum y Colony Wars están entre la lista de juegos compatibles con el PlayStation Flightstick.

### Vibración
La versión japonesa del mando (SCPH-1150) utiliza un sistema de vibración de un solo motor, que posteriormente se descontinuó en favor del sistema de doble motor de DualShock. Esto significa que varios juegos diseñados para DualShock carecen de compatibilidad con la vibración en el SCPH-1150. Por otro lado, DualShock es retrocompatible con los juegos diseñados para el antiguo sistema de un solo motor.
Los siguientes juegos admiten únicamente el método de vibración de un solo motor:
- Ace Combat 2 (Japón[17])
- Ballblazer Champions (EE. UU.; Japón)
- Bushido Blade (Japón)
- Ghost in the Shell (Japón; Europa[18])
- MDK (EE. UU. sólo demo Jampack)[Nota 1]
- Porsche Challenge (Europa; EE. UU. sólo demo)
- Rally Cross
- Tobal 2

## Diferencias con el DualShock

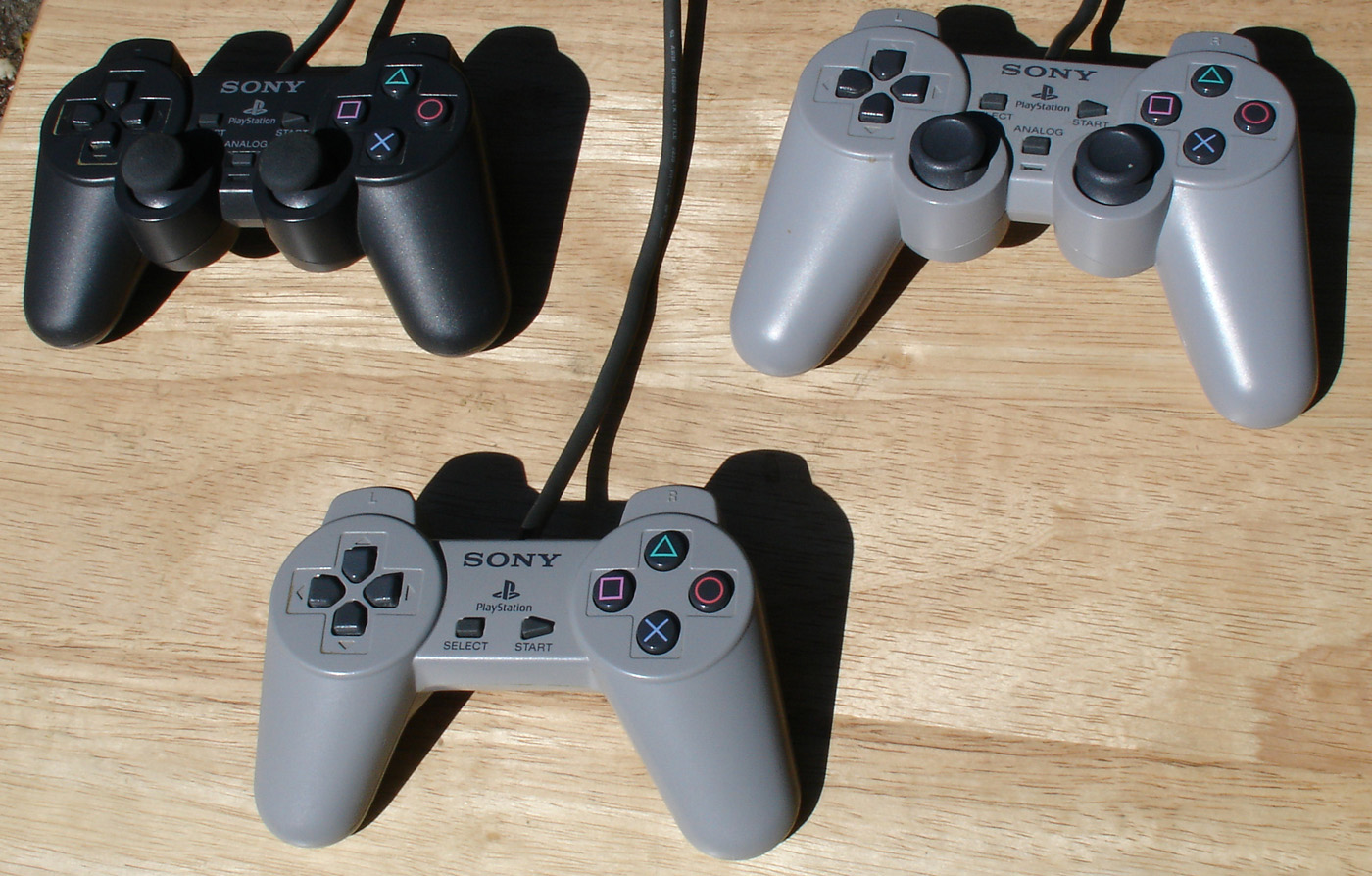
A la izquierda: un DualShock 1 de color negro (no confundirlo con DualShock 2); a la derecha: un DualAnalog en modo digital (modo DualDigital); y abajo al medio: un DualDigital (primer mando de la PlayStation)

El controlador DualAnalog presenta varios aspectos que siguen siendo exclusivos y fueron desechados o rediseñados para el lanzamiento del controlador DualShock.
- Solo la versión japonesa presenta una función de vibración. Sin embargo, las versiones europeas y americanas del controlador incluyen circuitos y soportes para un motor de vibración, por lo que es posible realizar la instalación del motor de forma simple utilizando otro mando de sony como donante. Debido a la falta de juegos compatibles con la vibración en ese momento, las versiones europeas y americanas carecen del motor de vibración y, como resultado, pesan significativamente menos que su contraparte japonés, haciendo que este controlador tenga un peso situado entre el clásico y el DualShock 1.
- Las empuñaduras son más largas que el controlador clásico y el posterior controlador "DualShock 1". El cuerpo del controlador también es más ancho, espaciando las almohadillas un poco más separadas. Este cuerpo de controlador más amplio se ha mantenido en DualShock y en todos los controladores posteriores de PlayStation.

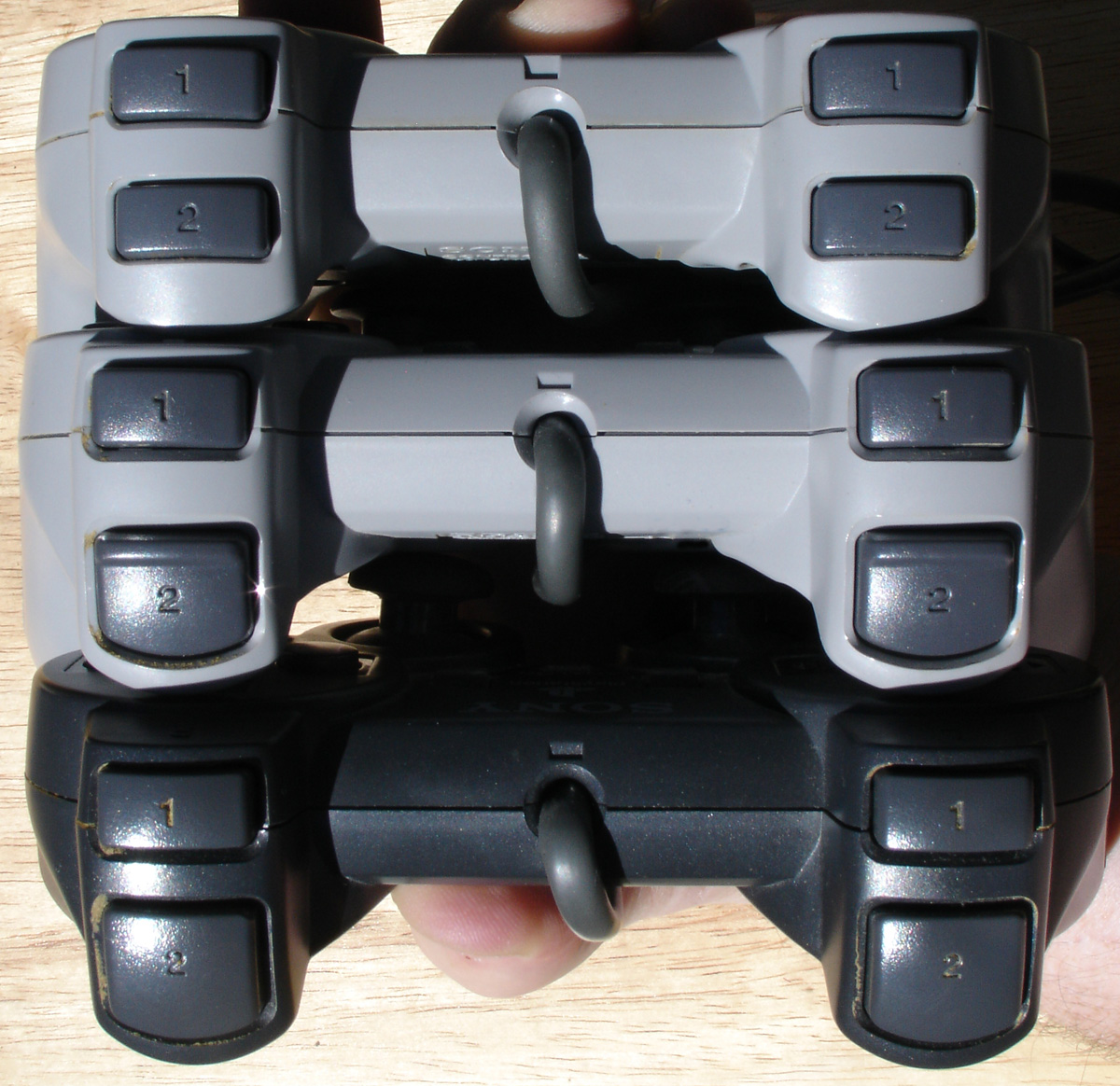
Desde la parte superior: el DualDigital, al medio: el control DualAnalog y en la parte inferior: el DualShock 1. Hay que tener en cuenta las crestas en los botones L2 y R2 del DualAnalog.

- Los botones L2 y R2 tienen bordes en el borde superior para distinguirlos fácilmente de los botones L1 y R1 y están más separados que el DualDigital o DualShock 1.
- Los botones L2 y R2 también son más anchos que el DualDigital pero más cortos que el DualShock 1.
- Los sticks analógicos son cóncavos como los del DualShock 4 y del DualSense, y carecen del recubrimiento de goma que tiempo después sería utilizado en los controladores DualShock 1, 2 y 3.
- Además del modo digital estándar y el modo analógico "LED rojo" normal, hay un tercer modo que emula el diseño del propio PlayStation Analog FlightStick de Sony, y se indica mediante un LED verde. Esta característica termina por desaparecer en versiones posteriores.
- El botón "Analog", es utilizado para cambiar de modo, se levanta en lugar de empotrarse como el control DualShock y se puede golpear con mayor facilidad accidentalmente.
- El software no puede cambiar ni bloquear el "Modo Analógico" como puede hacerlo con el controlador DualShock 1 y versiones posteriores.
- El circuito de vibración del DualAnalog no responderá al software de la PlayStation 2 incluso si se instala un motor vibratorio.[19] Sólo responderá mediante el software retrocompatible de la primera PlayStation en la PS2.